# OTE
OTE, повна назва Грецька телекомунікаційна організація (грец. Οργανισμός Τηλεπικοινωνιών Ελλάδος) — провідна телекомунікаційна компанія Греції.

## Історія
ОТЕ була створена в 1949 році об'єднанням кількох державних та приватних компаній у сфері надання послуг телекомунікацій. До цього телефоний зв'язок, телеграф, місцеві та міжнародні комунікації були розрізненими і погано скоординованими. До 1998 року ринок телекомунікацій в Греції залишався монополізованим OTE, допоки компанію поступово приватизували. Донині частка держави становить 20% акцій компанії, діяльність OTE регулюється Національною комісією з управління телекомунікаціми і поштою (Εθνική Επιτροπή Τηλεπικοινωνιών και Ταχυδρομείων — EETT).
У 2007 році Marfin Investment Group придбала 20% акцій компанії, а в березні 2008 продала свою частку німецькій Deutsche Telekom, яка пізніше збільшила свою частку до 25% плюс один голос. З 31 липня 2009 року після продажу ще 5% статутного капіталу ОТЕ Грецькою держаою компанії Deutsche Telekom, їх частка акцій становить відповідно 20% і 30%.
13 травня 2010 року OTE оголосила про намір делістингу акцій на Нью-Йоркській фондовій біржі як один із заходів задля скорочення експлуатаційних витрат, спрощення складання фінансових звітів, а також підвищення вартості своїх акцій на Афінській фондовій біржі.
Телевежа OTE, розташована на проспекті Кіфіссіас входить до переліку 20 найвищих споруд Греції. OTE використовує рішення американської компанії Telcordia.
Боргова криза в Греції негативно позначилась на стані компанії OTE. В другому кварталі 2010 року дохід ОТЕ впав на 8.3%. 4 лютого 2011 року OTE
підтвердила свій намір і повідомила уряд Сербії про готовність продати свою частку (20%) компанії Telekom Srbija. Таким чином OTE очікує отримати щонайменше 560 млн. євро. Продаж акцій відбудеться наприкінці березня 2011 року.